# 로버트 월 (1951년)
로버트 월(영어: Robert Wuhl, 1951년 10월 9일 ~ )는 미국의 각본가, 텔레비전 배우, 영화배우, 영화 프로듀서, 영화 감독이다.

## 출연작

### 영화
- 《셜리》 (2019년)
- 《햄버거 특공대》 (1997년)
- 《더 데일리 쇼 위드 존 스튜어트》 (1996년) - 게스트 역
- 《지킬 박사와 미스 하이드》 (1995년)
- 《NBA 챔프》 (1994년)
- 《메이저 리그의 전설 타이 콥》 (1994년)
- 《샌드맨》 (1993년)
- 《지옥의 링》 (1993년)
- 《테일 라이트》 (1992년)
- 《보디가드》 (1992년) - 오스카 진행자 역
- 《유산의 비밀》 (1991년)
- 《블레이즈》 (1989년)
- 《배트맨》 (1989년) - 알렉산더 녹스 역
- 《19번째 남자》 (1988년)
- 《굿모닝 베트남》 (1987년)
- 《플래시댄스》 (1983년)
- 《헐리우드 나이츠》 (1980년)